# Hrabia Talbot
Baronowie Talbot 1. kreacji (parostwo Anglii)
- patrz: hrabia Shrewsbury

Baronowie Talbot 2. kreacji (parostwo Wielkiej Brytanii)
- 1733–1737: Charles Talbot, 1. baron Talbot
- 1737–1782: William Talbot, 2. baron Talbot

Hrabiowie Talbot 1. kreacji (parostwo Wielkiej Brytanii)
- 1761–1782: William Talbot, 1. hrabia Talbot

Baronowie Talbot 2. kreacji, cd.
- 1782–1793: John Chetwynd Chetwynd-Talbot, 3. baron Talbot

Hrabiowie Talbot 2. kreacji (parostwo Wielkiej Brytanii)
- 1784–1793: John Chetwynd Chetwynd-Talbot, 1. hrabia Talbot
- 1793–1849: Charles Chetwynd Chetwynd-Talbot, 2. hrabia Talbot
- 1849–1868: Henry John Chetwynd-Talbot, 18. hrabia Shrewsbury, 18. hrabia Waterford i 3. hrabia Talbot
- następni hrabiowie Talbot, patrz: hrabia Shrewsbury